# 아선

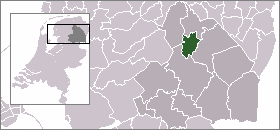
아선의 위치

아선(Assen)은 네덜란드 북동부 드렌터주의 주도이다.